# Humidité foliaire
L'humidité foliaire est un paramètre météorologique qui décrit la quantité d'eau retenue à la surface des feuilles après la rosée et les précipitations. Ce type de donnée est utilisé pour surveiller l'humidité des feuilles à des fins agricoles, telles que la lutte contre les maladies, notamment les maladies cryptogamiques, pour le contrôle des systèmes d'irrigation et pour la détection du brouillard et de la rosée, et la détection précoce des pluies.

## Mesure
L'humidité des feuilles peut être mesurée par divers moyens par capteur d'humidité foliaire, :
- par changement de la  résistance électrique entre deux conducteurs métalliques dans un doigt alternatif[4] ou en spirale double[5], sur une surface plane ou cylindrique[6]. Les conducteurs sont généralement plaqués or pour résister à la corrosion. Une difficulté avec cette méthode est que les mesures dépendent de la taille des gouttelettes qui doivent être suffisamment grosses pour combler l'écart entre les conducteurs. Pour obtenir des résultats plus cohérents, on peut appliquer un revêtement de surface par exemple de peinture hygroscopique au latex[7],[8],[9]. La mesure de la résistance se fait souvent par excitation d'un courant alternatif[10] ;
- en mesurant la variation de la constante diélectrique de la surface d'un capteur, détectant ainsi la présence d'eau ou de glace à la surface du capteur[11] ;
- par un capteur à propriétés hygroscopiques dont les variations de longueur ou de poids peuvent être mesurées mécaniquement.